# Pierre-Calixte Neault
 (septembre 2018).
Si vous disposez d'ouvrages ou d'articles de référence ou si vous connaissez des sites web de qualité traitant du thème abordé ici, merci de compléter l'article en donnant les références utiles à sa vérifiabilité et en les liant à la section « Notes et références ».
Pierre-Calixte Nault, né le 26 décembre 1860 à Saint-Maurice et mort le 30 août 1924 à Grand-Mère, est un cultivateur, marchand et un homme politique québécois.

## Biographie

### Expérience politique
Nault commence sa carrière politique comme commissaire scolaire et échevin à la ville de Grand-Mère. En 1900, il est élu député libéral de Champlain. Il est réélu en 1904, 1908 et est défait en 1912. Élu maire de Grand-Mère de 1910 à 1916 et de 1919 à 1920.